# Betsy Graves Reyneau
Betsy Graves Reyneau (Battle Creek, Míchigan, 6 de junio de 1888–Camden County, Nueva Jersey, 18 de octubre de 1964) fue una pintora estadounidense fotorrealista conocida por sus retratos de importantes personalidades afroestadounidenses  conservados en su día en la William E. Harmon Foundation y hoy en Galería Nacional de Retratos administrada por el Instituto Smithsoniano.

## Biografía
Creció en Detroit y aunque su padre la desanimaba para ser artista, se graduó en la School of the Museum of Fine Arts at Tufts de Boston.
Vivió un tiempo en Francia, luego volvió a Estados Unidos donde además de pintora, fue acivista social.

## Galería

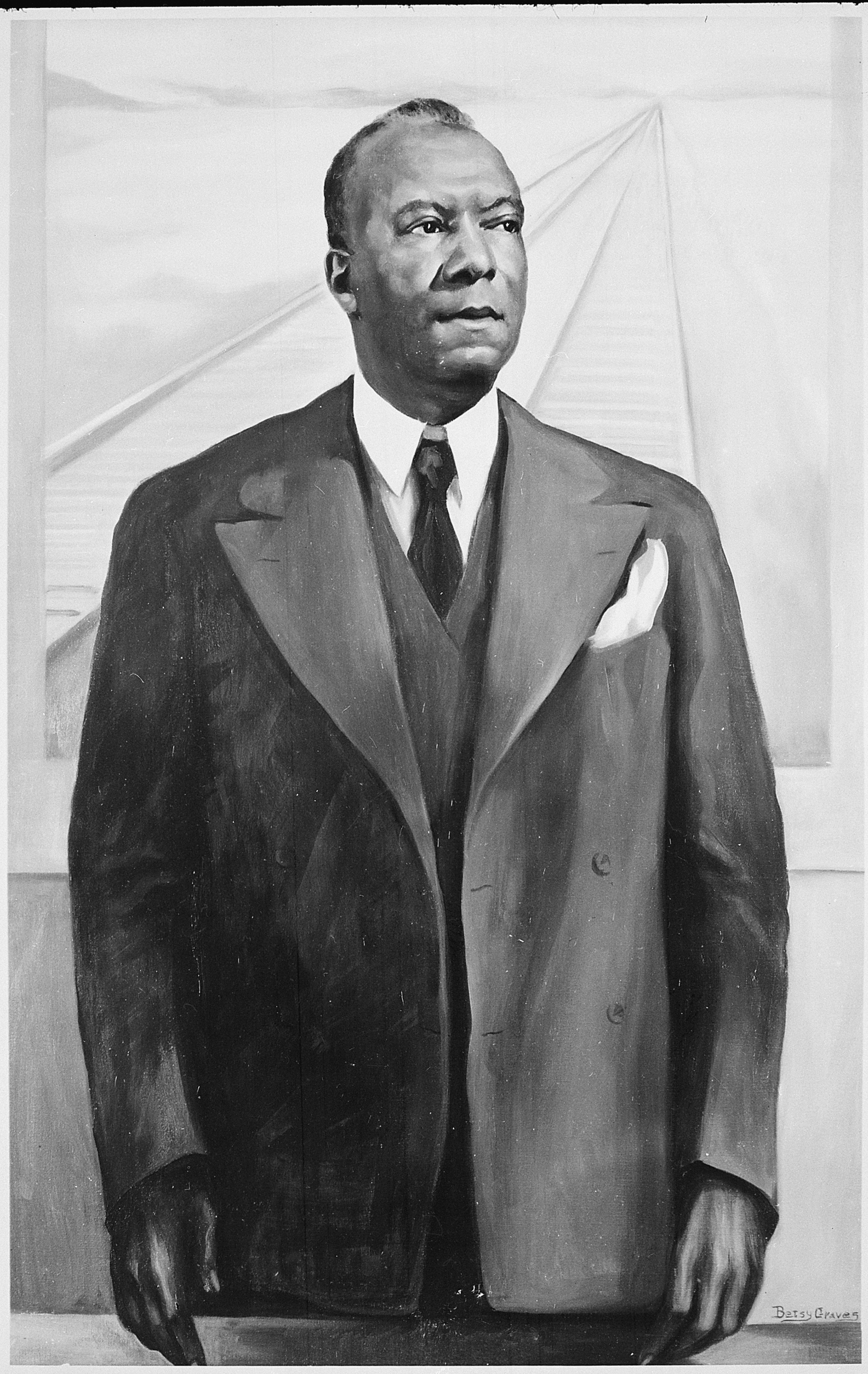
A. Philip Randolph
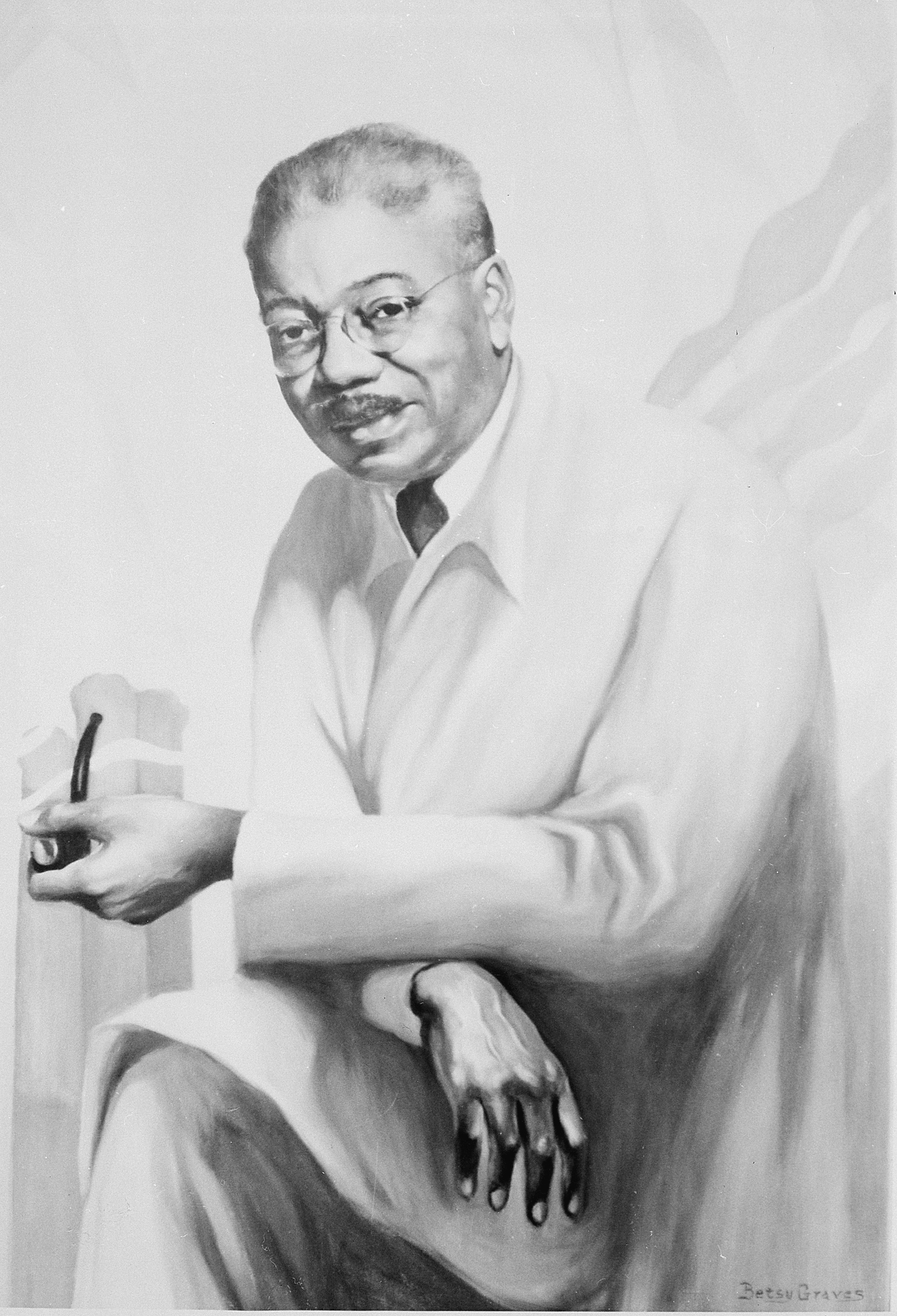
Aaron Douglas
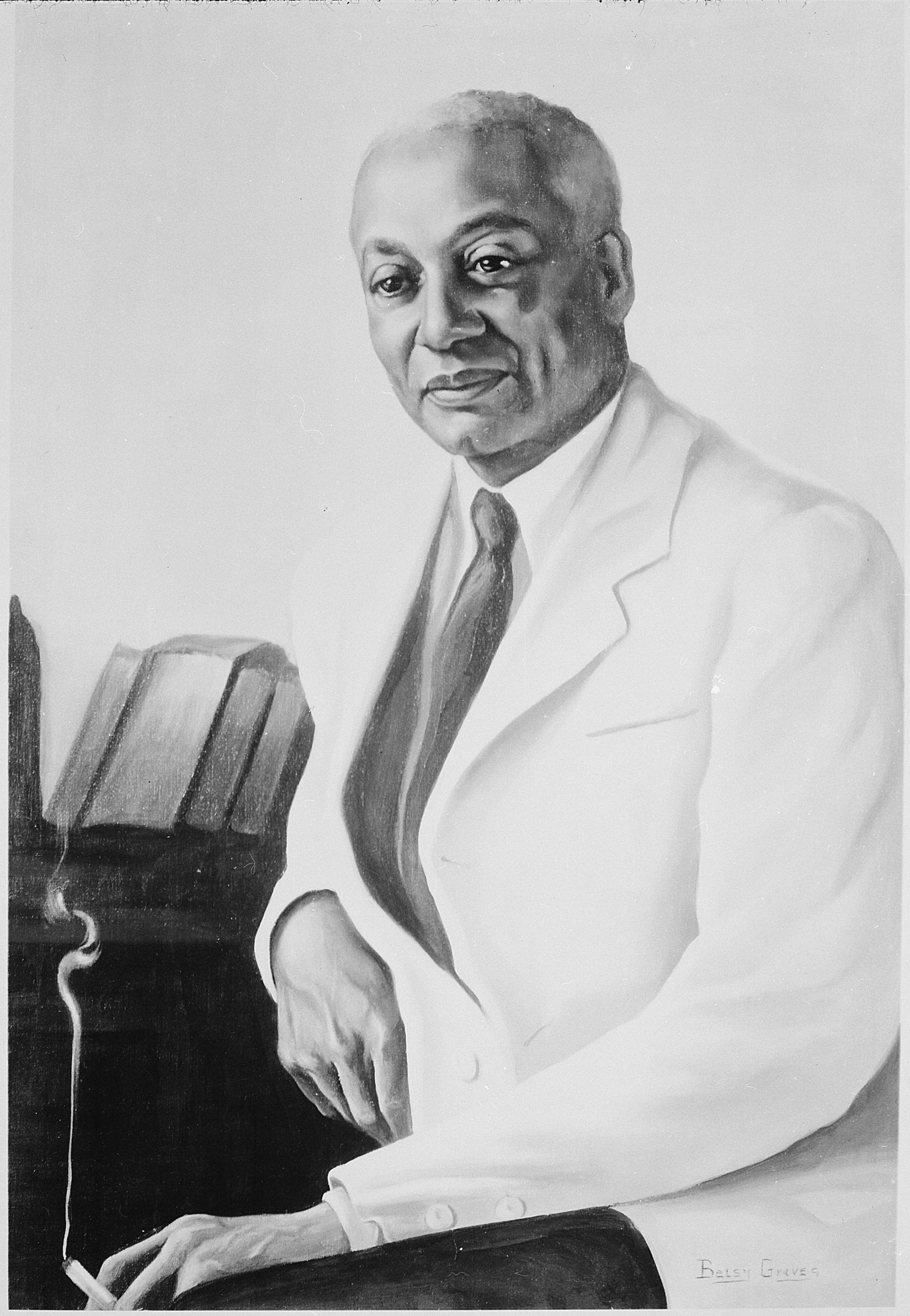
Alain Locke
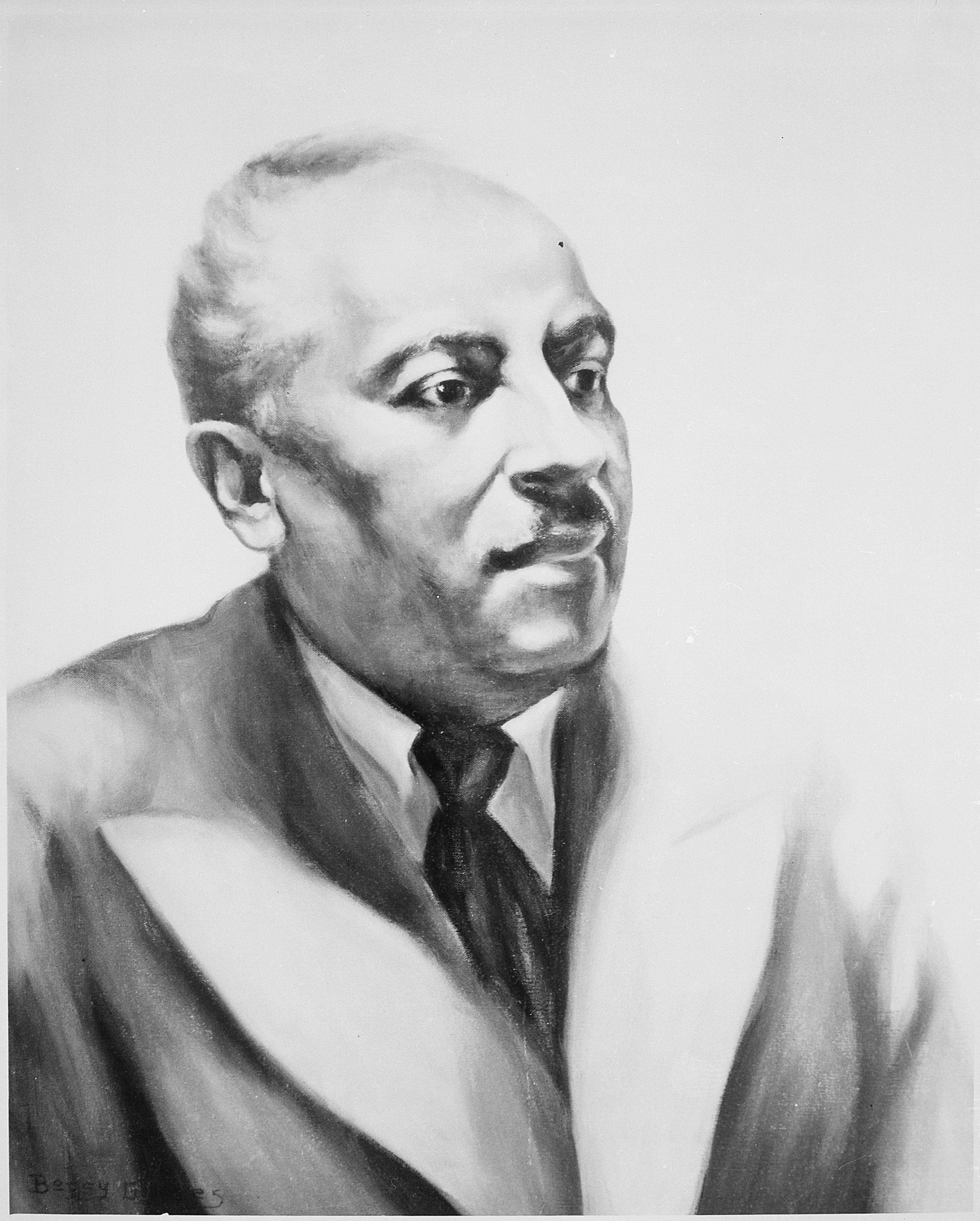
Arna Bontemps
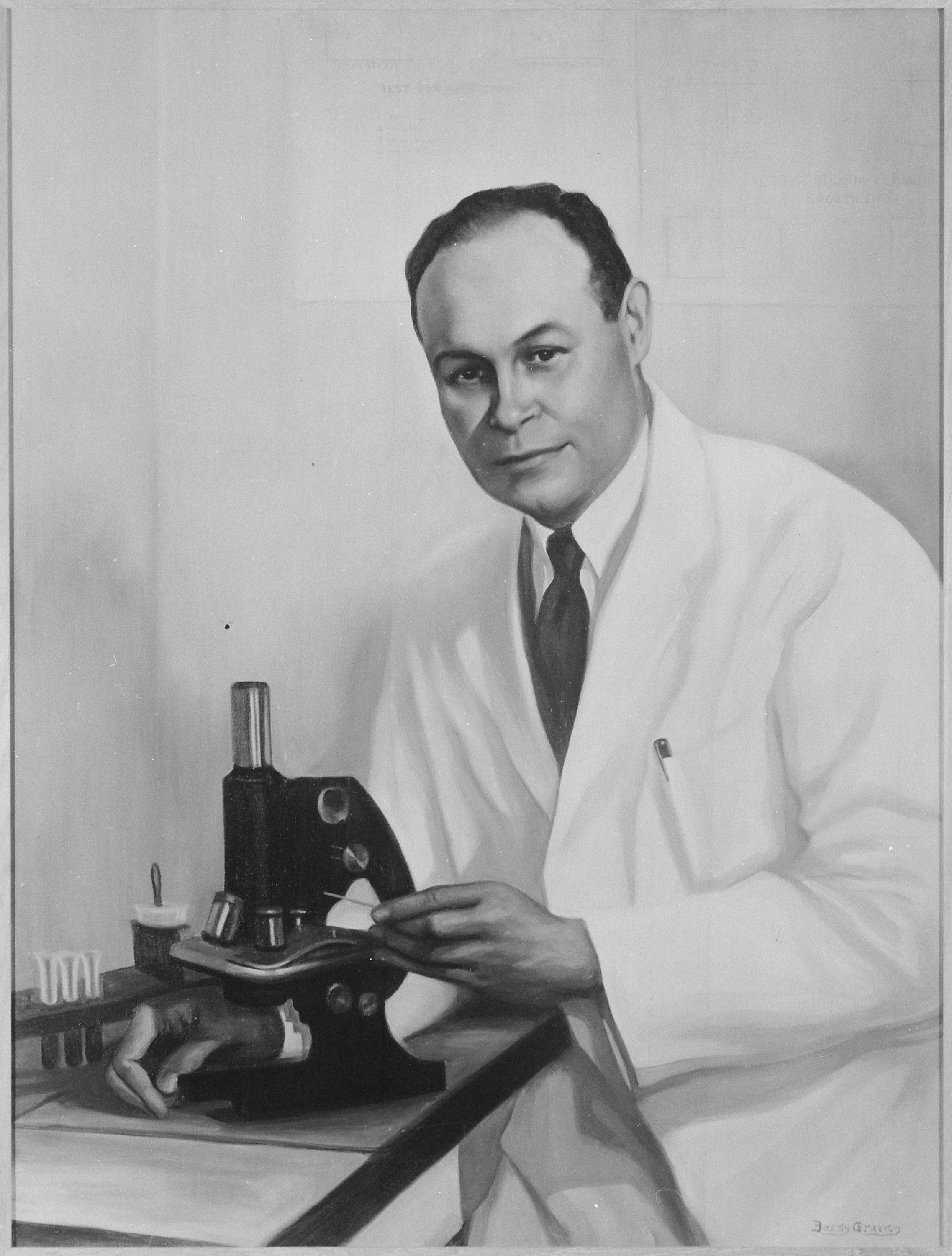
Charles Drew
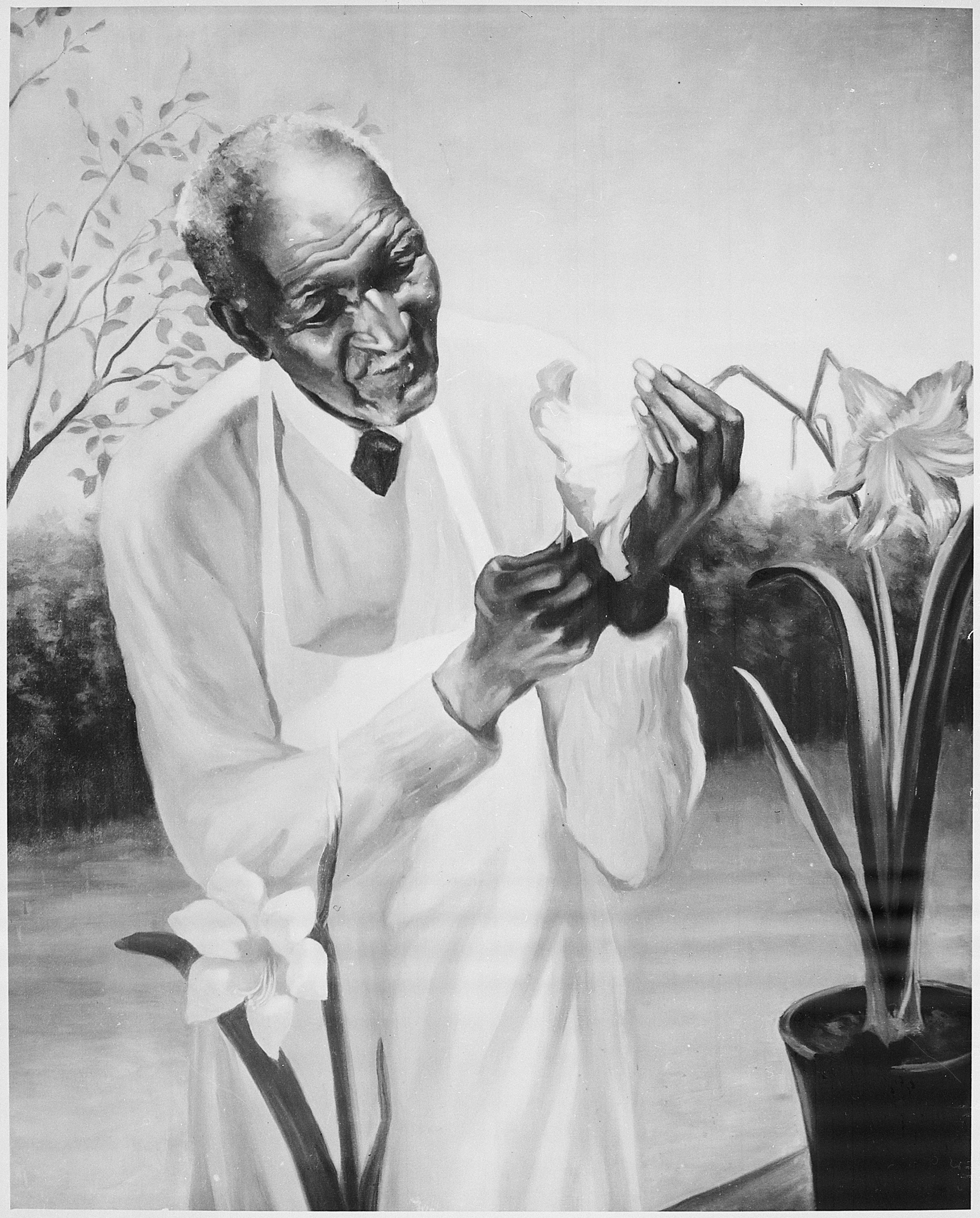
George Washington Carver
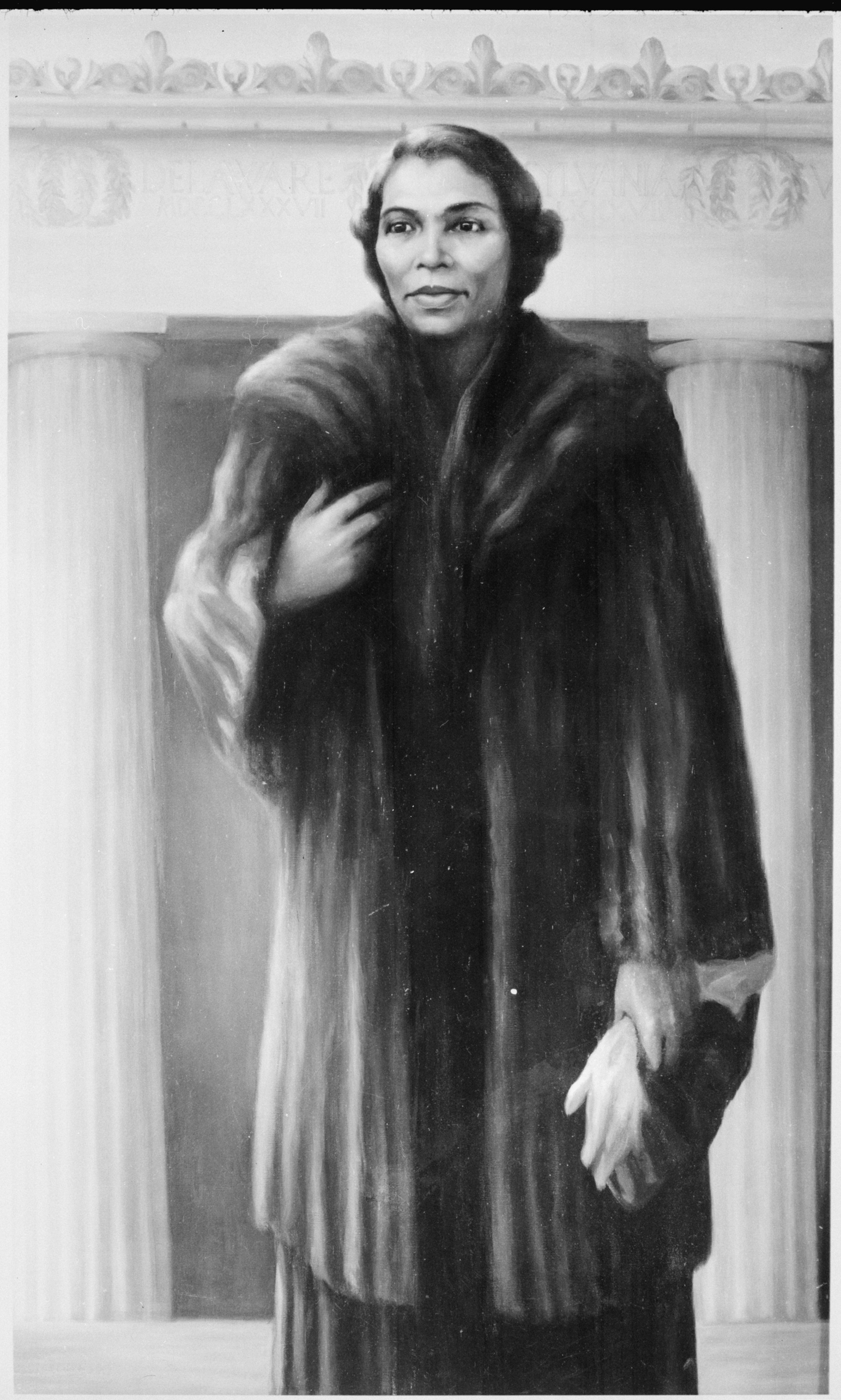
Marian Anderson
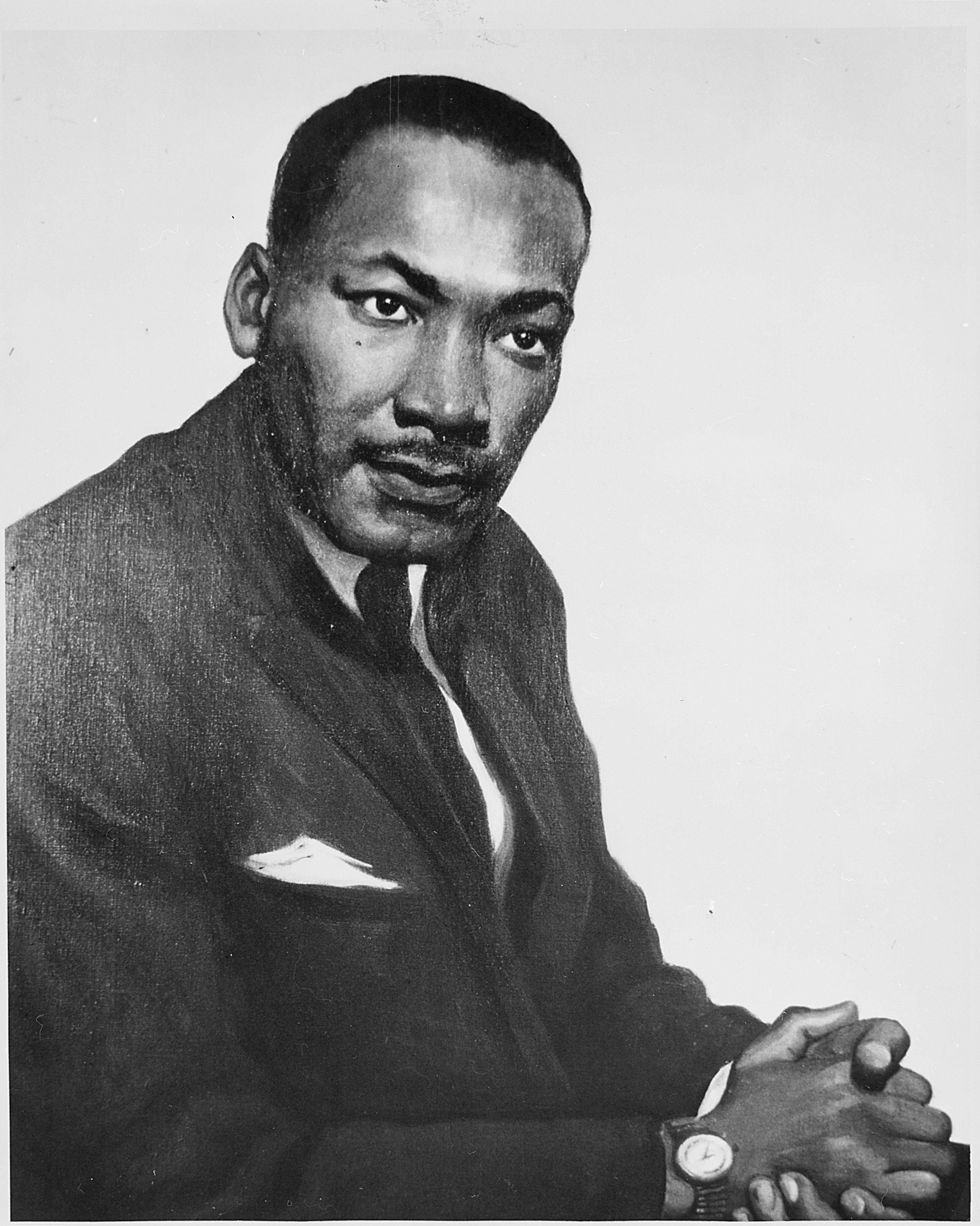
Martin Luther King, Jr.
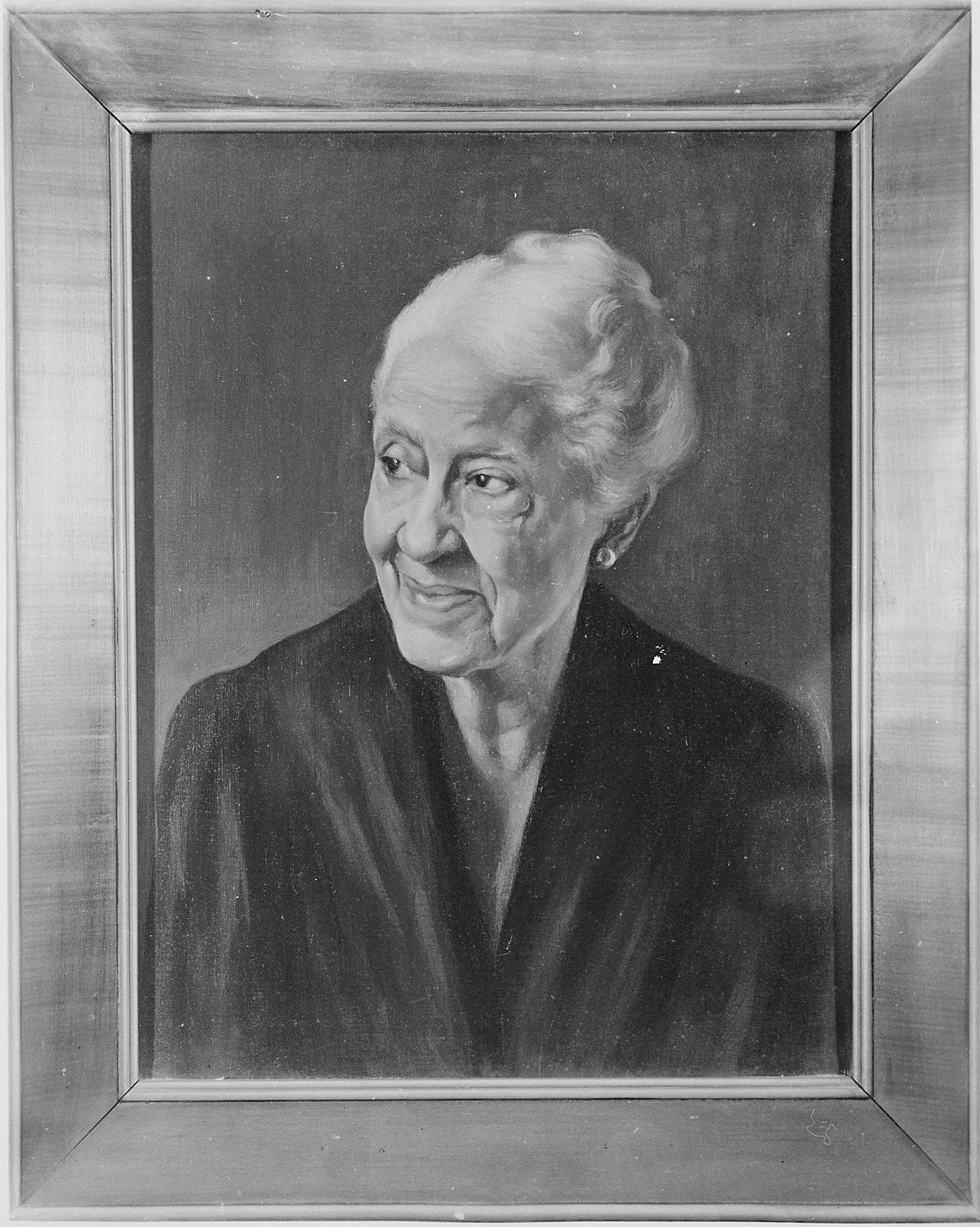
Mary Church Terrell
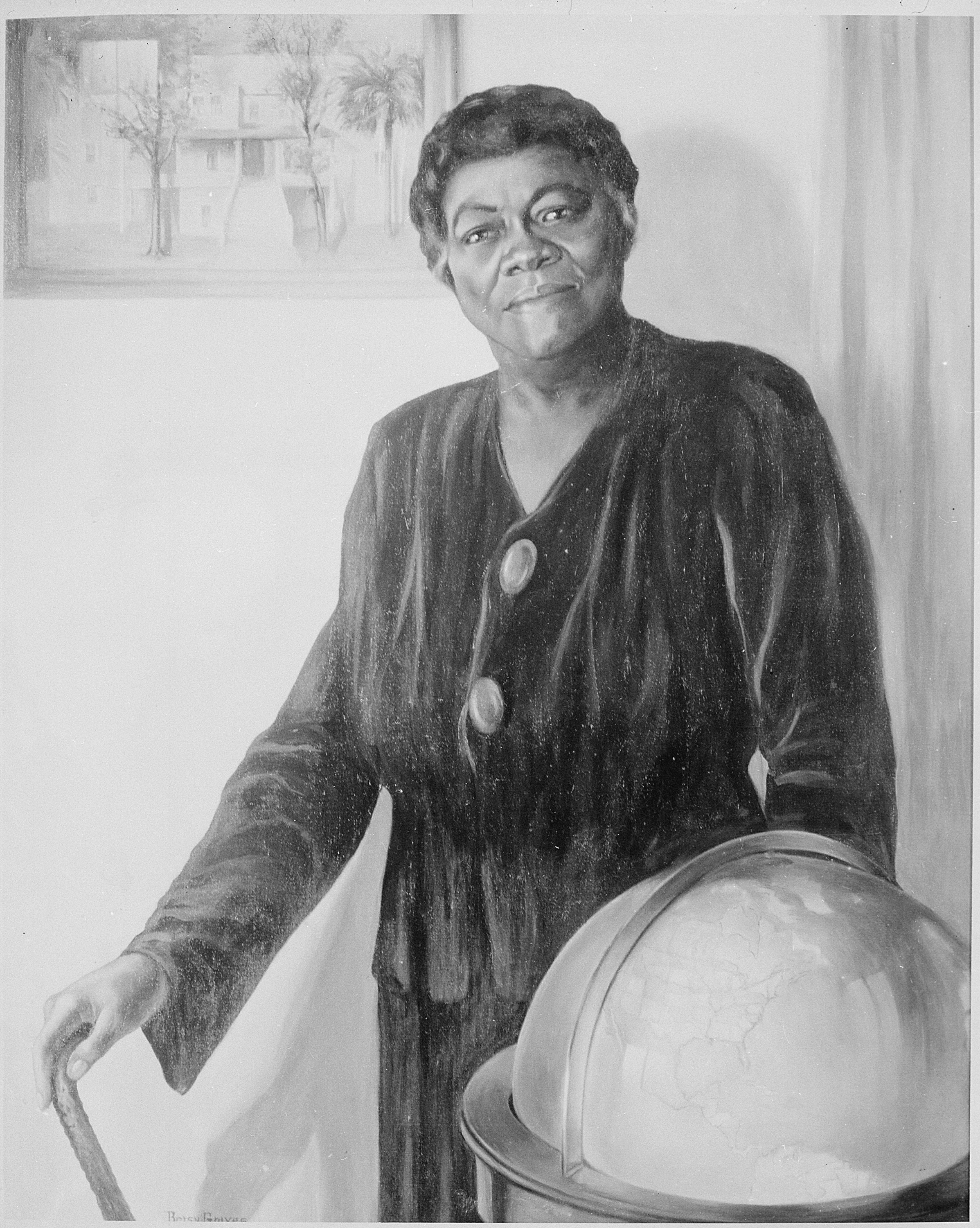
Mary McLeod Bethune
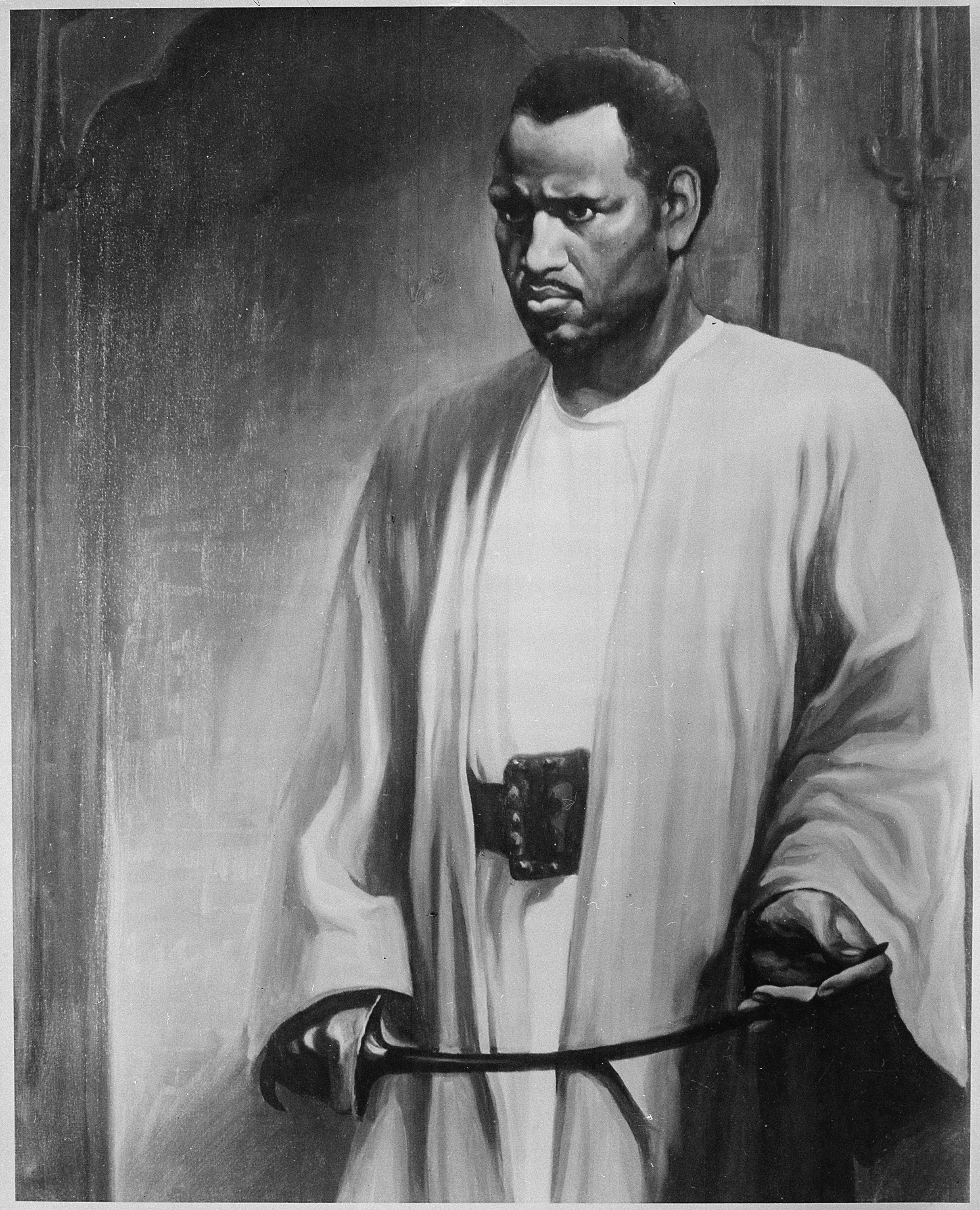
Paul Robeson
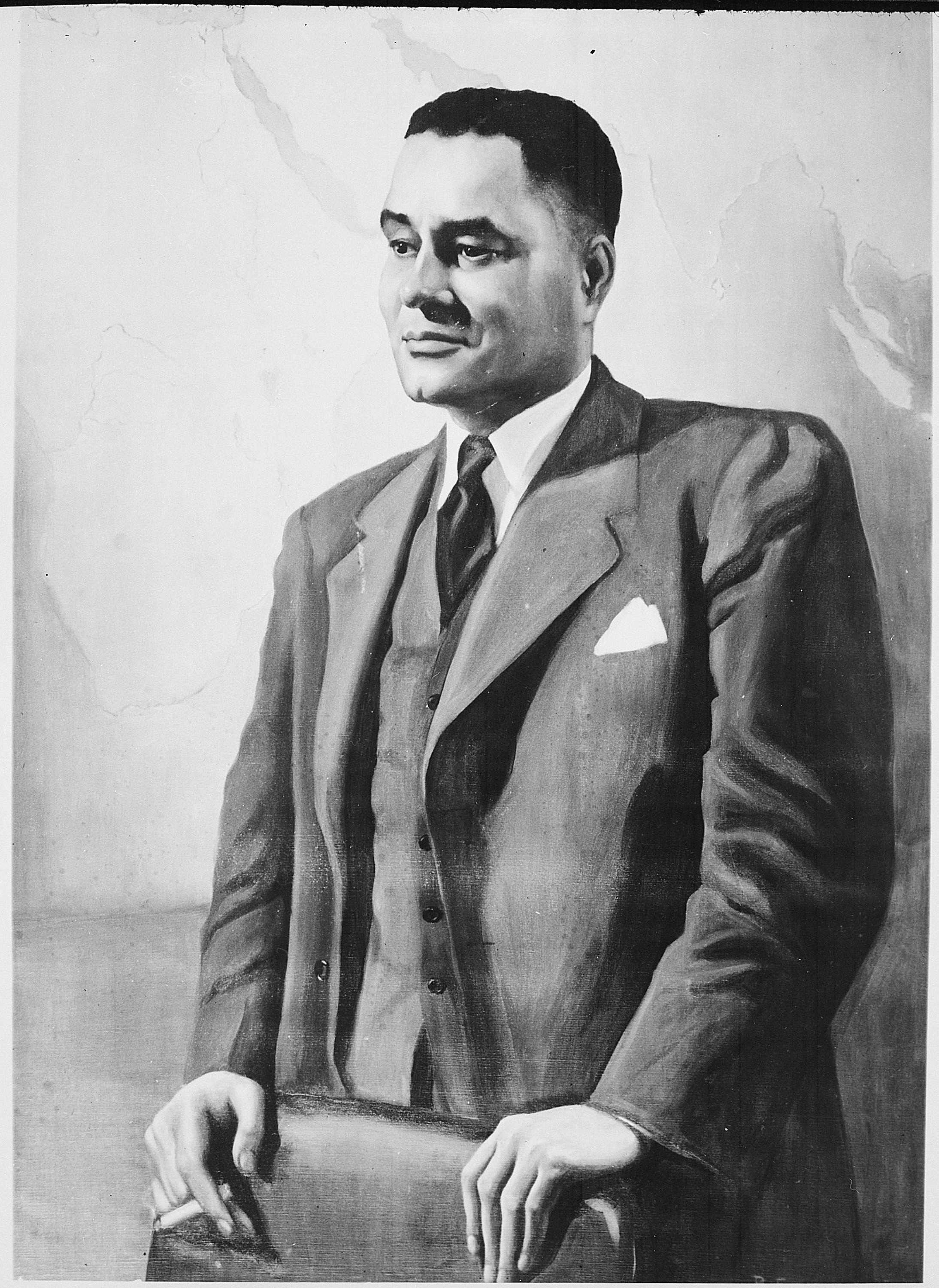
Ralph Bunche
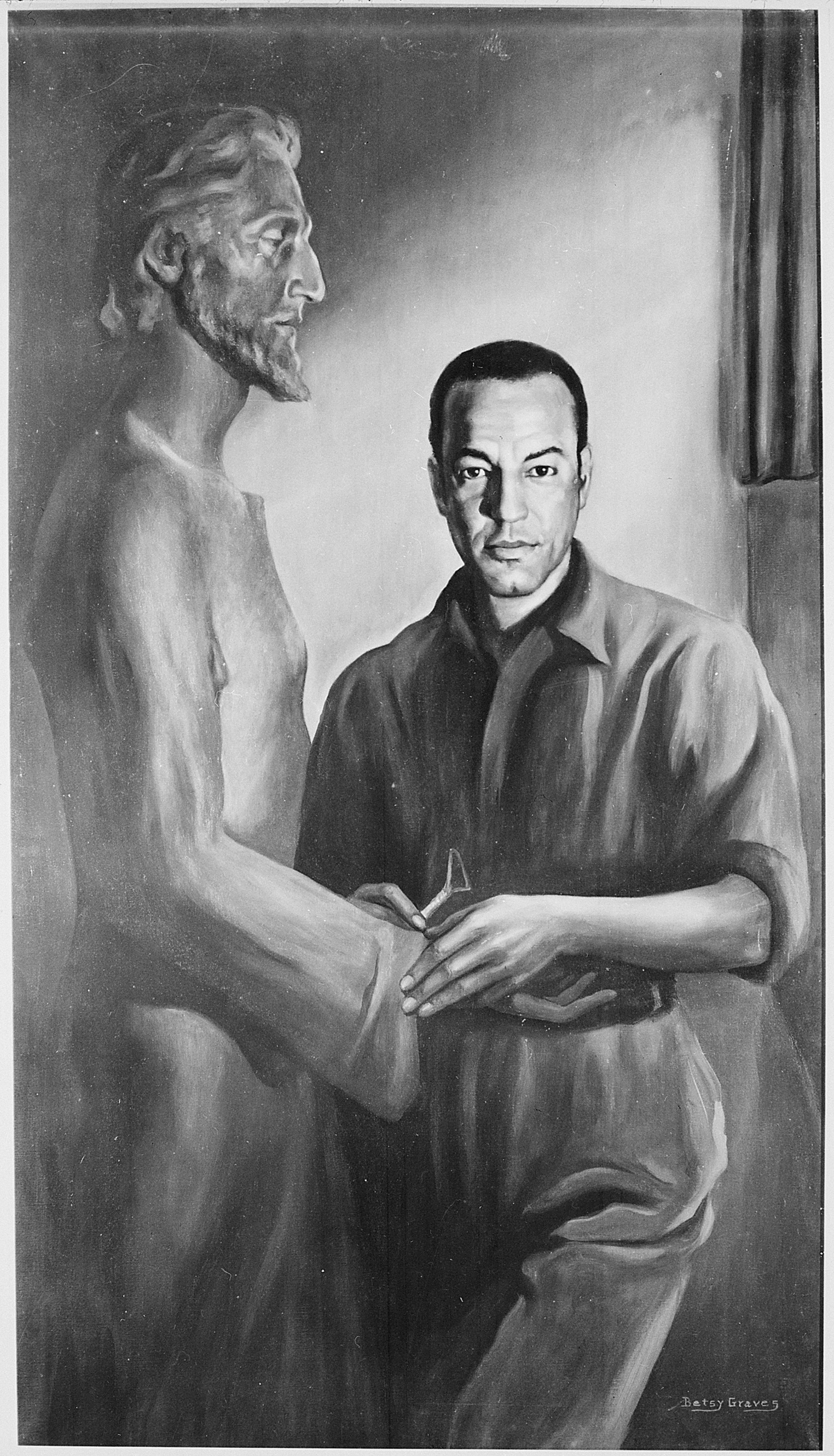
Richmond Barthé
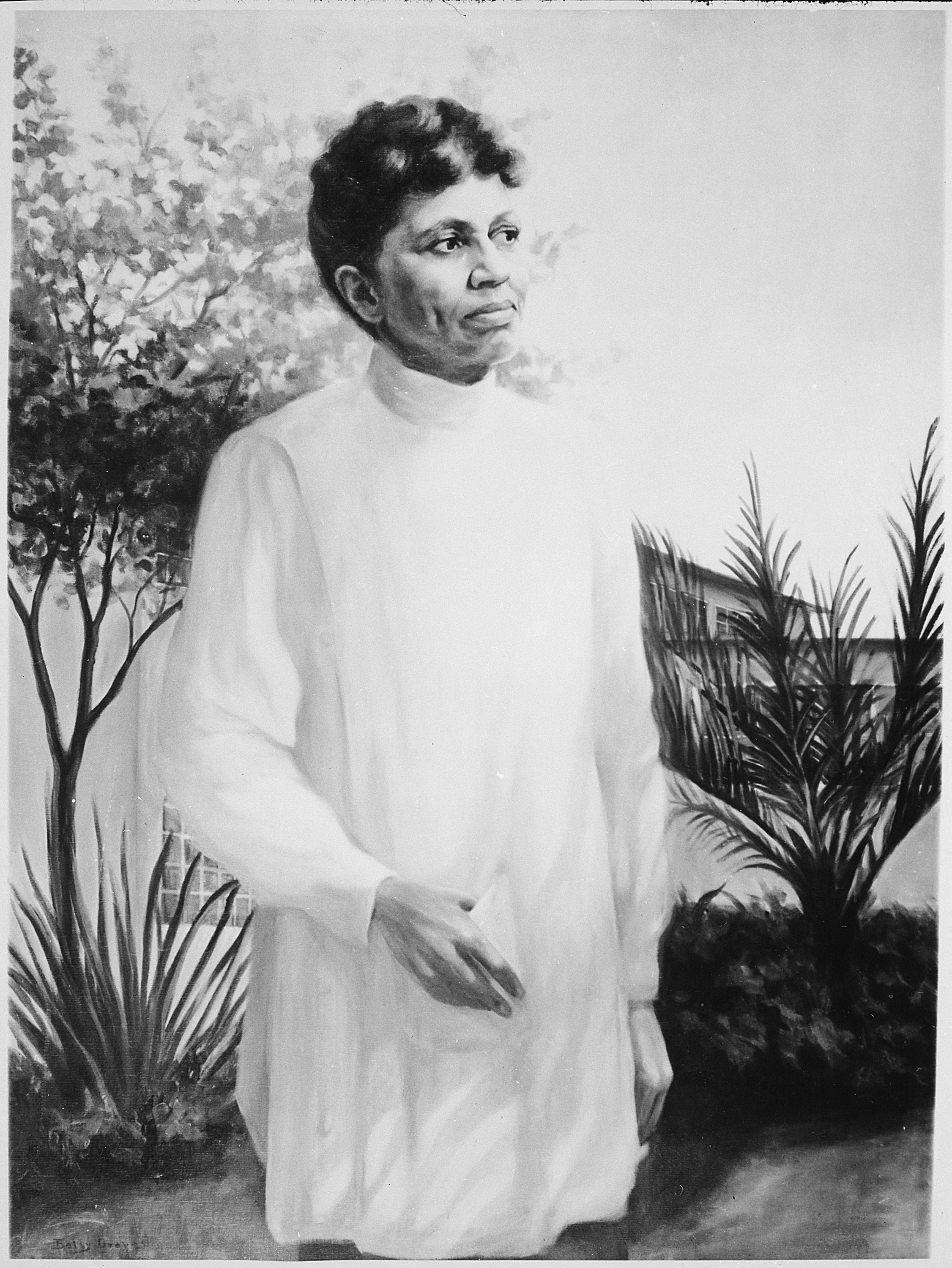
Ruth Temple
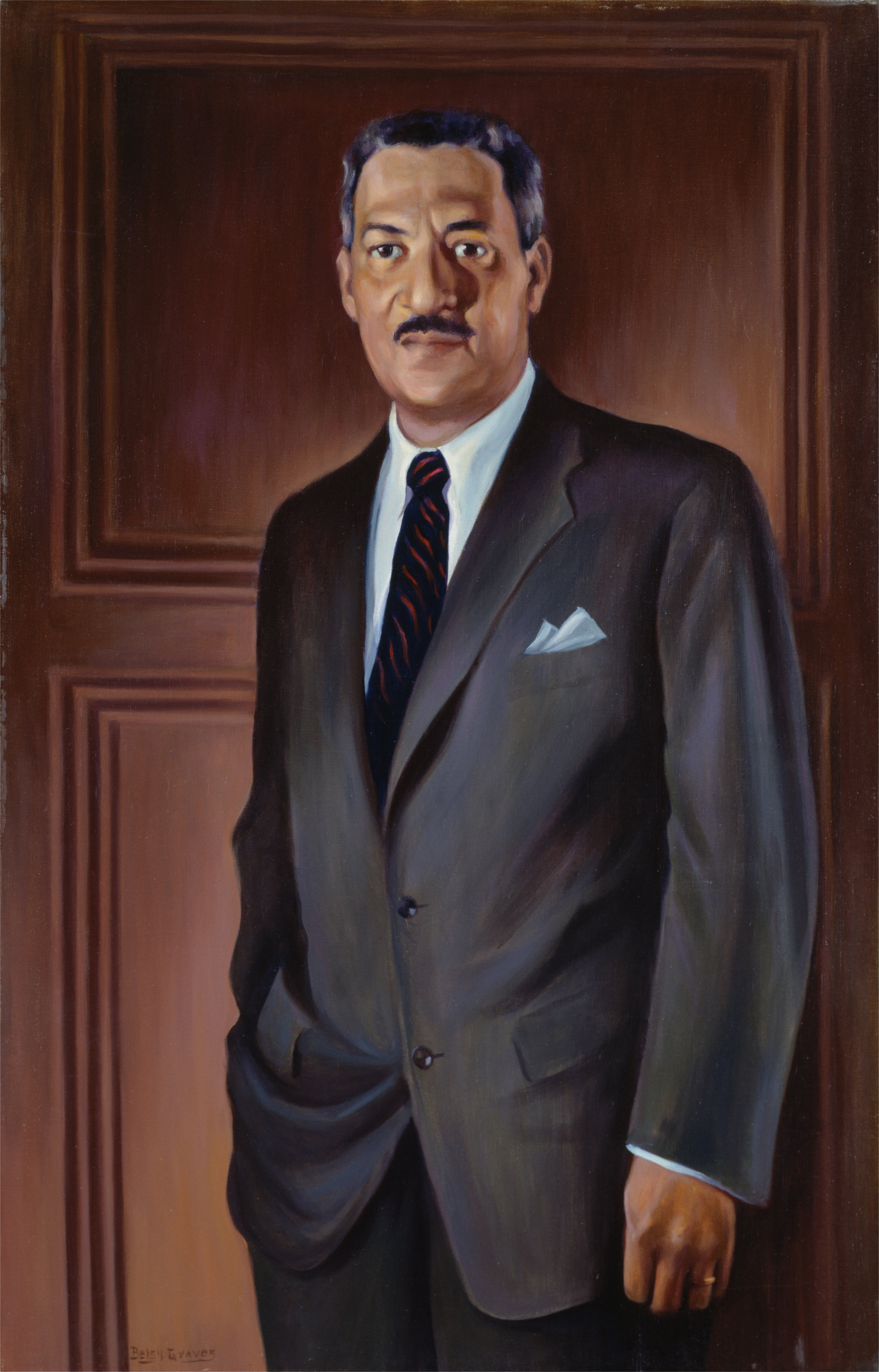
Thurgood Marshall